# Bluto (personage)
Bluto, ook verkeerdelijk benaamd als Brutus, is een stripfiguur ontwikkeld door Elzie Segar in 1932. Het personage verscheen enkel in de strip Bluto the Terrible uit de Timble Theatre-reeks van uitgeverij King Features Syndicate. Deze stripreeks werd later hernoemd naar Popeye.
In tegenstelling tot de strips besloot Fleischer Studios, die distribueerde via Paramount Pictures, om Bluto in hun tekenfilms wel als hoofdpersonage te gebruiken. Dit leidde later bij King Features Syndicate tot een verkeerde conclusie waarbij zij aannamen dat Bluto eigendom was van Fleischer Studios. Daarom ontwierp King Features Syndicate later een gelijkaardig personage Brutus.

## Karakter
Bluto is de aartsvijand van Popeye, omdat beiden zich aangetrokken voelen tot Olijfje. Bluto ontvoert Olijfje regelmatig, maar Popeye kan haar steeds redden.
Bluto is nogal gespierd en behaard. Zijn stem is luid en zwaar. De werkelijke spierkracht van Bluto is niet duidelijk. Soms is hij slapper dan Popeye en gebruikt hij valkuilen of speelt hij vals om toch te winnen. In andere afleveringen is hij beduidend sterker en kan Popeye hem enkel overwinnen na het eten van spinazie.
Wel is duidelijk dat Bluto niet al te intelligent is. Hij handelt zonder nadenken en met brute kracht. Daarnaast lijkt het soms alsof hij een glazen oog heeft. Zo werd hij eens knock-out geslagen door Olijfje en zelfs door Erwtje. 

## Stemacteur
In de versies van Paramount werd Bluto door verschillende stemacteurs ingesproken waaronder William Pennell, Pat Cassotta, Gus Wickie, Billy Bletcher, Pinto Colvig en Jackson Beck.

## Brutus
In tegenstelling tot wat velen denken is Brutus niet dezelfde persoon als Bluto.
Brutus werd ontwikkeld door King Features Syndicate omdat zij verkeerdelijk dachten dat Bluto eigendom was van Fleischer Studios. Brutus is geen zeeman zoals Bluto, maar een bandiet. Brutus is dikker en minder gespierd. Brutus ontvoert Olijfje niet uit liefde, maar als gijzelaar.
Uit latere stripboeken wordt duidelijk dat Brutus en Bluto tweelingen zijn.